# Bulbophyllum stemonochilum
Bulbophyllum stemonochilum är en orkidéart som beskrevs av Jaap J. Vermeulen. Bulbophyllum stemonochilum ingår i släktet Bulbophyllum och familjen orkidéer. Inga underarter finns listade i Catalogue of Life.